# Petr Němec
Petr Němec (ur. 7 czerwca 1957 w Ostrawie) – czechosłowacki i czeski piłkarz (pomocnik) i trener piłkarski.

## Kariera piłkarska

### Klubowa
Wychowanek Baníka Heřmanice. W wieku 15 lat przeszedł do Baníka Ostrawa. Służbę wojskową odbył grając w latach 1975–1977 w Dukli Tábor. Po powrocie do rodzimego klubu rozegrał w nim pomiędzy 1977 a 1986 rokiem 188 meczów zdobywając 33 gole oraz Puchar (1978) i dwukrotnie Mistrzostwo Czechosłowacji (1980, 1981). Ostatni sezon kariery piłkarskiej spędził w zespole Sklo Union Teplice, jako grający asystent trenera.

### Reprezentacyjna
Brązowy medalista Euro 80 i Mistrz Olimpijski z Letnich Igrzysk Olimpijskich w Moskwie w 1980, reprezentant Czechosłowacji (5A; 24 marca-23 września 1981).